# José Cañamero
José Humberto Cañamero Carrillo (Chancay, 5 de noviembre de 1955) es un exfutbolista peruano que desempeñaba de delantero.

## Trayectoria
Nació en el Chancay, sus primeros pasos en el fútbol lo hizo en el club de su ciudad natal por Sport Chancay ganando ligas regionales su último año fue en 1974, después se iría al Juventud La Palma en 1975 estando un año, también fue convocado por la selección peruana juvenil en 1975 y seleccionado preolímpico en 1975,1976. 
En 1976 llega al Unión Huaral y saliendo campeón ese año no tuvo muchos minutos pero jugó la final en el segundo tiempo frente al Sport Boys, en los años siguientes se convierte unos de las figuras del plantel junto al jugador Pedro Ruiz siendo recordado en Huaral.
En 1980 es contratado por Universitario para que el año 1982 salga campeón y clasifica a la Copa Libertadores siendo pieza fundamental para el título, el plantel estaba conformado por Germán Leguía, Percy Rojas, Eusebio Acasuzo, entre otros.
En 1984 deja el cuadro merengue para volver al cuadro pelícano para que el año siguiente llegue al Club Juventud La Joya en el año 1988 fue el goleador del plantel con 11 goles, el club desaparece por la compra de la empresa textil meteor en 1989 para que se funde Meteor S.C. estando en el club dos años. El año 1991 se retira del fútbol profesional en el club donde inició su carrera en el sport chancay a la edad de 36 años, también fue entrenador de fútbol y tiene su academia de fútbol en chancay.

## Clubes
| Club                  | País | Año         |
| --------------------- | ---- | ----------- |
| Sport Chancay         | Perú | 1972 – 1974 |
| Juventud La Palma     | Perú | 1975        |
| Unión Huaral          | Perú | 1976 – 1979 |
| Universitario         | Perú | 1980 – 1983 |
| Unión Huaral          | Perú | 1984        |
| Club Juventud La Joya | Perú | 1985 – 1988 |
| Meteor S.C.           | Perú | 1989 – 1990 |
| Sport Chancay         | Perú | 1991        |

## Palmarés
| Título                    | Club                      | País | Año  |
| ------------------------- | ------------------------- | ---- | ---- |
| Primera División del Perú | Unión Huaral              | Perú | 1976 |
| Primera División del Perú | Universitario de Deportes | Perú | 1982 |